# Hochrindl-Tatermann
Hochrindl-Tatermann je naselje v Občini Albeck v Okraju Trg na Koroškem v Avstriji.